# Герб Макушинского района
Герб муниципального образования Макушинский район Курганской области является официальным символом Макушинского района.
Герб утверждён решением Макушинской районной Думы от 15 марта 2019 года № 120 и внесён в Государственный геральдический регистр Российской Федерации с присвоением регистрационного номера 12273.

### Описание
В зелёном и лазоревом поле, разделённом серебряным нитевидным двойным крестом, правые плечи и середина которого вогнуты, а верхнее, нижнее и левые плечи - выгнуты, в средних частях: справа - золотой карась, а слева - золотой каравай с поставленной на нём серебряной солонкой.

### Символика
В основу композиции герба положены географические и богатые природные особенности Макушинского муниципального района. 
Волнистое деление поля герба на зеленый и лазоревый цвет аллегорически показывает основную отрасль экономики района - сельскохозяйственное производство (выращивание хлеба, производство мяса, переработку сельскохозяйственной продукции), а также многочисленные озера, богатые рыбой, где основной торговой маркой района является карась. 
Зеленые и лазоревые части герба тонко разделены серебром, образующим геральдическую фигуру - волнистый двойной крест. Плечи креста символизирует две основные магистрали, проходящие по Макушинскому району: с востока на запад -автомобильную и железнодорожную, и пересекаемые с севера на юг автодорогой Казаркино-Сетовное, проходящей через районный центр город Макушино.
Каравай, как хлеб – символ богатого урожая и достатка, символ красоты конечного результата труда сельчан. Каравай с солонкой – традиционный символ гостеприимства и доброжелательности.
Примененные в гербе цвета символизируют:
- Лазурь (синий цвет) – символ постоянства и возрождения;
- Золото (желтый цвет) - символ высшей ценности, величия, богатства, урожая;
- Серебро (белый цвет) – символ чистоты, открытости, божественной мудрости, примирения.

Для обозначения региональной принадлежности и административного статуса герб Макушинского района может воспроизводиться со следующими дополнительными элементами: 
- вольной частью в виде четырехугольника, примыкающего изнутри к верхнему правому углу герба Макушинского района с воспроизведенными в нем фигурами из герба Курганской области;

Воспроизведение вольной части осуществляется в соответствии со статьей 7 п.7.2 Закона Курганской области от 25.11.1997 № 90 «О Гербе Курганской области». 
- короной, соответствующей статусу муниципального образования.

Корона воспроизводится согласно Методическим рекомендациями по разработке и использованию официальных символов муниципальных образований (Раздел 2, Глава VIII, пункты 45, 46), утвержденными Геральдическим Советом при Президенте Российской Федерации 28.06.2006 года.
Дополнительные элементы герба Макушинского района могут воспроизводиться одновременно.

## Авторская группа
- Идея герба: Константин Моченов (Химки) при участии Виктора Шмырева (Салехард);
- Художник и компьютерный дизайн: Ольга Салова (Москва);
- Обоснование символики: Марина Кретова (Москва).